# Guardabosc
Un o una guarda forestal o forester és una persona encarregada de vigilar i guardar els boscs d'una contrada, d'un domini, espai natural o determinada activitat com la caça o la pesca, entre d'altres.

## Àmbits d'activitat
Aquesta activitat de vigilància i custòdia en un lloc determinat pot ésser:
- Pública. L'empleat és a càrrec de l'Administració pública o d'una entitat jurídica de dret públic. Són treballadors públics i seria el cas de vigilants d'espais naturals protegits (sovint reben el nom de guardaparcs), de determinats espais cinegètics o piscícoles.
- Privada. L'empleat és a càrrec d'un titular físic o entitat jurídica de dret privat. Són treballadors privats i seria el cas de guardes de finques particulars que vetllen per la defensa de la propietat o dels recursos que se n'obtenen, com ara fusta, tòfones, caça, etc.

Els guardaboscos que realitzen l'activitat en els àmbits anteriors, sovint, ostenten la condició d'auxiliar de l'autoritat (aquesta condició els faculta per sol·licitar la documentació pertinent a terceres persones).
A més poden coexistir diferents guardes en un mateix lloc: guardabosc particular de la finca, guarda particular de caça (en el cas que estigui aquest aprofitament reservat o regulat per terceres persones) i un guardaparc (per exemple, vinculat a l'Administració d'un parc natural) en cas que sigui un espai natural protegit.

## De Guardabosc a Agent forestal o Mediambiental
Per altra banda i al marge dels guardaboscos públics o privats anteriors, les administracions públiques es doten de policia administrativa forestal per tal de fer complir la normativa ambiental que limita activitats i regula usos permesos, és aquest cas es tracta d'una evolució dels guardaboscos per a passar a ser Agents forestals o Mediambientals, que són empleats públics normalment funcionari d'una administració pública competent en un determinat territori, que ostenta la condició d'agent de l'autoritat. Té com a funció, entre d'altres, la de fer complir la normativa corresponent (normalment ambiental) al territori, independentment de la titularitat del terreny i fiscalitzant les activitats que s'hi desenvolupin en el compliment de la normativa corresponent.